# Katharine Ross
Katharine Juliet Ross (Los Angeles, 29 gennaio 1940) è un'attrice statunitense.

## Biografia
Nacque a Hollywood nel 1940 (anche se altre fonti citano il 1942 e il 1943), figlia di Dudley Ross, membro della Marina che lavorava anche per la Associated Press. In seguito la famiglia si stabilì a Walnut Creek, in California, ad est di San Francisco, dove si diplomò nel 1957. Da ragazza eccelleva nell'equitazione e il suo migliore amico era Casey Tibbs, campione di rodeo.
Già durante la sua formazione artistica, dal 1959 al 1962 al The Actors Workshop, divenne attrice teatrale e televisiva. Nel 1967 approdò al successo grazie all'interpretazione di Elaine nel celebre film Il laureato, al fianco di Dustin Hoffman, ruolo che le valse una candidatura agli Oscar. Due anni dopo si riconfermò in un altro film di grandissimo successo, Butch Cassidy (1969), questa volta al fianco di Robert Redford e Paul Newman.

## Vita privata
Si è sposata cinque volte: con l'attore Joel Fabiani, con John Marion, col fotografo Conrad Hall, con l'attore Gaetano Lisi e, dal 1984, con l'attore Sam Elliott, conosciuto nel 1969 sul set di Butch Cassidy. I due non si rincontrarono fino al 1978, quando recitarono nuovamente insieme sul set de Il testamento. La coppia ha una figlia, Cleo Rose, nata il 17 settembre 1984.

## Filmografia

### Cinema
- Shenandoah - La valle dell'onore (Shenandoah), regia di Andrew V. McLaglen (1965)
- Dominique (The Singing Nun), regia di Henry Koster (1966)
- Una donna senza volto (Mister Buddwing), regia di Delbert Mann (1966)
- La lunga fuga (The Longest Hundred Miles), regia di Don Weis (1967)
- Assassinio al terzo piano (Games), regia di Curtis Harrington (1967)
- Il laureato (The Graduate), regia di Mike Nichols (1967)
- Uomini d'amianto contro l'inferno (Hellfighters), regia di Andrew V. McLaglen (1967)
- Butch Cassidy (Butch Cassidy), regia di George Roy Hill (1969)
- Ucciderò Willie Kid (Tell Them Willie Boy Is Here), regia di Abraham Polonsky (1969)
- Ha l'età di mio padre ma l'amo pazzamente (Fools), regia di Tom Gries (1970)
- Impara a conoscere il tuo coniglio (Get to Know Your Rabbit), regia di Brian De Palma (1972)
- Chi ha ucciso Jenny? (They Only Kill Their Masters), regia di James Goldstone (1973)
- Amore e violenza (Le hasard et la violence), regia di Philippe Labro (1974)
- La fabbrica delle mogli (The Stepford Wives), regia di Bryan Forbes (1975)
- La nave dei dannati (Voyage of the Damned), regia di Stuart Rosenberg (1976)
- Betsy (The Betsy), regia di Daniel Petrie (1978)
- Swarm (The Swarm), regia di Irwin Allen (1978)
- Il testamento (The Legacy), regia di Richard Marquand (1978)
- Countdown dimensione zero (The Final Countdown), regia di Don Taylor (1980)
- Obiettivo mortale (Wrong Is Right), regia di Richard Brooks (1982)
- Red Headed Stranger, regia di William D. Wittliff (1986)
- Il silenzio del deserto (A Climate for Killing), regia di J.S. Cardone (1991)
- Home Before Dark, regia di Maureen Foley (1997)
- Donnie Darko, regia di Richard Kelly (2001)
- Don't Let Go, regia di Max Myers (2002)
- Un delfino per amico (Eye of the Dolphin), regia di Michael D. Sellers (2006)
- Wini + George, regia di Benjamin Monie – cortometraggio (2013)
- The Hero - Una vita da eroe (The Hero), regia di Brett Haley (2017)

### Televisione
- Sam Benedict – serie TV, 1 episodio (1962)
- The Crisis (Kraft Suspense Theatre) – serie TV, 1 episodio (1963)
- The Lieutenant – serie TV, episodio 1x11 (1963)
- L'ora di Hitchcock (The Alfred Hitchcock Hour) – serie TV, episodio 2x09 (1963)
- Sotto accusa (Arrest and Trial) – serie TV, episodio 1x16 (1964)
- Ben Casey – serie TV, episodio 3x33 (1964)
- Il virginiano (The Virginian) – serie TV, episodio 3x02 (1964)
- Gunsmoke – serie TV, 2 episodi (1964-1965)
- Mr. Novak – serie TV, episodio 2x19 (1965)
- Carovane verso il West (Wagon Train) – serie TV, 1 episodio (1965)
- Polvere di stelle (Bob Hope Presents the Chrysler Theatre) – serie TV, 1 episodio (1965)
- I giorni di Bryan (Run for Your Life) – serie TV, episodio 1x01 (1965)
- La grande vallata (The Big Valley) – serie TV, episodio 1x07 (1965)
- Cavaliere solitario (The Loner) – serie TV, 1 episodio (1965)
- Selvaggio west (The Wild Wild West) – serie TV, episodio 1x09 (1965)
- Preview Tonight – serie TV, 1 episodio (1966)
- I sentieri del west (The Road West) – serie TV, episodio 1x11 (1966)
- Alle origini della mafia, regia di Enzo Muzii – miniserie TV (1976)
- Ricercate Etta Place (Wanted: The Sundance Woman), regia di Lee Philips – film TV (1976)
- Assassinio per cause naturali (Murder by Natural Causes), regia di Robert Day – film TV (1979)
- Rodeo Girl, regia di Jackie Cooper – film TV (1980)
- Il misterioso caso del dottor John Hill (Murder in Texas), regia di William Hale – miniserie TV (1981)
- Wait Until Dark, regia di Barry Davis – film TV (1982)
- Marian Rose White, regia di Robert Day – film TV (1982)
- Ombre a cavallo (The Shadow Riders), regia di Andrew V. McLaglen – film TV (1982)
- Il mare vuoto (Travis McGee), regia di Andrew V. McLaglen – film TV (1983)
- Secrets of a Mother and Daughter, regia di Gabrielle Beaumont – film TV (1983)
- I Colby (The Colbys) – serie TV, 49 episodi (1985-1987)
- Houston: The Legend of Texas, regia di Peter Levin – miniserie TV (1988)
- ABC Afterschool Specials – serie TV, 1 episodio (1988)
- Conagher, regia di Reynaldo Villalobos – film TV (1991)
- Capital City, regia di Spenser Hill – film TV (2004)

## Riconoscimenti
- Premio Oscar
  - 1968 – Candidatura alla miglior attrice non protagonista per Il laureato
- Golden Globe
  - 1968 – Miglior attrice non protagonista per Il laureato
  - 1971 – Miglior attrice non protagonista per La nave dei dannati
- BAFTA
  - 1968 – Candidatura alla miglior star emergente per Il laureato
  - 1971 – Miglior attrice per Ucciderò Willie Kid

## Doppiatrici italiane
Nelle versioni in italiano dei suoi film, Katharine Ross è stata doppiata da:
- Vittoria Febbi in Shenandoah - La valle dell'onore, Dominique, Butch Cassidy, Amore e violenza, Swarm, Countdown dimensione zero
- Fiorella Betti in Assassinio al terzo piano, I Colby
- Melina Martello in Il laureato
- Daniela Nobili in Uomini d'amianto contro l'inferno
- Loretta Goggi in Ucciderò Willie Kid
- Ada Maria Serra Zanetti in La fabbrica delle mogli
- Lorenza Biella in La nave dei dannati
- Cinzia De Carolis in Ombre a cavallo
- Maria Pia Di Meo in Donnie Darko